# Władysław Bryniczka
Władysław Bryniczka (ur. 15 czerwca 1991 w Nowym Targu) – polski hokeista.
Jego brat Kasper (ur. 1990) także został hokeistą.

## Kariera
- MMKS Nowy Targ II (2007–2010)
- MMKS Podhale Nowy Targ (2010–2012)

Wychowanek MMKS Podhale Nowy Targ. Po sezonie 2011/2012 przerwał karierę.
W barwach reprezentacji Polski do lat 18 występował na turniejach mistrzostw świata juniorów do lat 18 w 2008, 2009 (Dywizja I).